# Festival de Viña del Mar 2018
Le Festival de Viña del Mar 2018 a été la 59 version du Festival pendant le 20 février-25 février 2018 à l'Amphitéâthre de la Quinta Vergara à la ville chilienne de Viña del Mar. Il a été transmis par Chilevisión et ses animateurs de télévisions ont été Rafael Araneda et Carolina de Moras. Il a été le dernier Festival transmis par Chilevisión.

## Artistes

### Chanteurs
- Luis Fonsi
- Carlos Vives
- Gente de Zona
- Jesse et Joy
- Miguel Bosé
- Prince Royce
- Ha*Ash
- Illapu
- Zion y Lennox
- CNCO (Artiste Plus Populaire)
- Europe
- Augusto Schuster
- Jamiroquai

### Humouristes
- Jenny Cavallo
- Bombo Fica
- Alejandra Azcárate
- Stefan Kramer
- Sergio Freire
- Alison Mandel

## Compétences
Les chansons de las compétences sont :

### Genre folklorique
| Pays     | Titre                                             | Interprète(s)           | Auteur | Compositeur | Position                       |
| -------- | ------------------------------------------------- | ----------------------- | ------ | ----------- | ------------------------------ |
| Chili    | Mundo al revés (Monde à l'envers)                 | Astrid Veas             |        |             | Gagnant et Meilleur Interprète |
| Colombie | El fulano (Le gars)                               | Los K Morales           |        |             |                                |
| Pérou    | La rumba pa'l bailador (Le danseur pour la rumba) | Cosa Nuestra            |        |             |                                |
| Bolivie  | La reina (La reine)                               | Los Vidaleros           |        |             | demi-finale                    |
| Mexique  | Te quiero (Je t'aime)                             | Esmeralda Ugalde        |        |             | demi-finale                    |
| Panamá   | ¡Cómo gozo! (Comme j'aime!)                       | Samy et Sandra Sandoval |        |             | demi-finale                    |

### Genre international
| Pays        | Titre                           | Interprète(s)  | Auteur | Compositeur | Position            |
| ----------- | ------------------------------- | -------------- | ------ | ----------- | ------------------- |
| Chili       | Cobarde (Couard)                | Gabigar        |        |             | Gagnant             |
| Colombie    | Portarme mal (Se comporter mal) | Farina         |        |             |                     |
| Équateur    | La corriente (Le courant)       | Mirella Cesa   |        |             | Meilleur Interprète |
| Espagne     | Tu boquita (Ta petite bouche)   | Jorge González |        |             | demi-finale         |
| Mexique     | Sola (Seule)                    | Atl            |        |             | demi-finale         |
| Puerto Rico | Mi orgullo (Ma fierté)          | Domino Saints  |        |             | demi-finale         |

## Développement

### Jour 1: mardi, le20 février
- Miguel Bosé
- Bombo Fica
- Illapu

### Jour 2: mercredi, le21 février
- Luis Fonsi
- Jenny Cavallo
- Gente de Zona

### Jour 3: jeudi, le22 février
- Jamiroquai
- Stefan Kramer
- Europe

### Jour 4: vendredi, le23 février
- Jesse et Joy
- Alison Mandel
- Prince Royce

### Jour 5: samedi, le24 février
- Carlos Vives
- Alejandra Azcárate
- Ha*Ash

### Jour 6: dimanche, le25 février
- CNCO
- Sergio Freire
- Augusto Schuster
- Zion y Lennox

## Rois du festival

### Règne du festival
| Pays                                     | Candidate         | Occupation                         | Participe dans            | Canal       | Résultats                    |
| ---------------------------------------- | ----------------- | ---------------------------------- | ------------------------- | ----------- | ---------------------------- |
| Drapeau de Cuba                          | Betsy Camino      | Actrice, mannequin et danseuse     | Bienvenidos               | Canal 13    | 90 votes                     |
| Drapeau du Chili                         | Camila Recabarren | Mannequin et Miss Monde Chili 2012 | Hola Chile                | La Red      | 82 votes                     |
| Drapeau de Cuba · Drapeau des États-Unis | Lisandra Silva    | Mannequin                          | Fiebre de Viña            | Chilevisión | 87 votes                     |
| Drapeau du Chili                         | Gabriela Pulgar   | Modèle, Miss Chili et chanteuse    | Compétition international |             |                              |
| Drapeau du Chili                         | Astrid Veas       | Chanteuse, guitariste et artisan   | Compétition international |             |                              |
| Drapeau de Porto Rico                    | Gigi Ojeda        | Chanteuse                          | Compétition international |             |                              |
| Drapeau du Brésil                        | Júlia Fernándes   | Modèle                             | The Lao                   | Vive! Tv    | Disqualifié avant l'élection |